# Marcionílio Souza
Marcionílio Souza är en kommun i Brasilien.   Den ligger i delstaten Bahia, i den östra delen av landet, 800 km öster om huvudstaden Brasília. Antalet invånare är 10 508.
Trakten runt Marcionílio Souza består i huvudsak av gräsmarker. Runt Marcionílio Souza är det glesbefolkat, med 10 invånare per kvadratkilometer.